# Erica Falbo
Erica Falbo (26 maggio 1993) è una calciatrice italiana, difensore svincolata.

## Carriera

### Club
Erica Falbo si avvicina al calcio giocato all'età di 17 anni, quando decide di tesserarsi con la Juventus. La società bianconera, nonostante la prima esperienza di calcio a 11, la inserisce in rosa per la stagione 2010-2011 fin dalla 1ª di campionato, dove fa il suo esordio in Serie A2 il 26 settembre 2010, nella partita persa per 2-4 con il Como 2000. Fin dalla sua prima stagione riesce a mettere in luce le sue qualità, sia nel reparto difensivo che come supporto all'attacco, che le permetteranno di rimanere titolare conquistando la fiducia della società e la fascia di capitano.
Nel frattempo viene selezionata dalla sezione della Federazione Regionale Lega Nazionale Dilettanti per vestire la maglia della rappresentativa Piemonte Valle d'Aosta nel Torneo delle Regioni sotto la guida del mister Francesco Foderaro, e grazie alle prestazioni espresse viene chiamata a sostenere uno stage della Nazionale Under-19.
Falbo gioca per la Juventus per quattro stagioni, contribuendo alla immediata risalita della squadra al termine della stagione 2012-13, 1ª nel girone unico della Serie C Piemonte-Valle d'Aosta, scendendo in campo complessivamente in 69 occasioni tra Serie A2 e B e siglando 2 reti prima di decidere, a fine campionato 2013-2014, di non rinnovare il contratto.
Durante il calciomercato estivo 2014 trova un accordo con il Luserna dopo che il direttore sportivo Elena Piano le offre un posto da titolare nel reparto difensivo della squadra che, rinnovata nell'organico, punta alla promozione nella stagione entrante alla guida di mister Tatiana Zorri. Il campionato si presenta combattuto, con l'Alba che si alterna al vertice del Girone A ma che alla fine lascia al Luserna la prima posizione e la storica conquista della Serie A. Durante la stagione Falbo va a segno alla 4ª di campionato, il 26 ottobre 2014, siglando la rete del parziale 2-0 sulle avversarie del Villacidro Villgomme, incontro poi terminato per 3-0 per le piemontesi.

## Palmarès
- Campionato italiano di Serie B: 1

Luserna: 2014-2015